# Anna Olsson (kanovaarster)
Anna Olsson (Timrå, 14 maart 1964) is een Zweeds kanovaarster. Haar zus Gunnar Olsson is ook een kanovaarster.
Olsson won op de Olympische Zomerspelen 1984 de gouden medaille in de K2 500m samen met Agneta Andersson daarnaast pakte zij in de K1 500m de zilveren medaille. Vier jaar later werd ze twee keer zesde keer en de twee volgende Olympische Spelen pakte ze twee keer brons in de K1 500m. In 2000 werd ze negende in de K1 500m en achtste samen met Ingela Ericsson in de K2 500m.
Op de Spelen van 2000 was ze de vlaggendraagster bij de openingsceremonie.
Ze werd eenmaal wereldkampioen, werd drie keer tweede en vier keer derde.

## Belangrijkste resultaten

### Olympische Zomerspelen
| Editie | Plaats      | Resultaten            |
| ------ | ----------- | --------------------- |
| 1984   | Los Angeles | K2 500m K1 500m       |
| 1988   | Seoel       | 6e K1 500m 6e K2 500m |
| 1992   | Barcelona   | K1 500m               |
| 1996   | Atlanta     | K1 500m               |
| 2000   | Sydney      | 9e K1 500m 8e K2 500m |

### Wereldkampioenschappen vlakwater
| Jaar | Plaats      | Resultaten                  |
| ---- | ----------- | --------------------------- |
| 1991 | Parijs      | K2 500m                     |
| 1993 | Kopenhagen  | K2 500m · K1 500m · K4 500m |
| 1994 | Mexico-Stad | K1 200m · K4 500m           |
| 1995 | Duisburg    | K1 200m · K4 500m           |

1960: Antonina Seredina & Maria Sjoebina ·
1964: Roswitha Esser & Annemarie Zimmermann ·
1968: Roswitha Esser & Annemarie Zimmermann ·
1972: Jekaterina Koerysjko & Ljoedmila Pinajeva-Chvedosjoek ·
1976: Nina Gopova & Galina Kreft ·
1980: Martina Bischof & Carsta Genäuß ·
1984: Agneta Andersson & Anna Olsson ·
1988: Anke Nothnagel & Birgit Schmidt-Fischer ·
1992: Ramona Portwich & Anke von Seck-Nothnagel ·
1996: Agneta Andersson & Susanne Gunnarsson-Wiberg ·
2000: Birgit Fischer & Katrin Wagner-Augustin ·
2004: Natasa Janics & Katalin Kovács ·
2008: Natasa Janics & Katalin Kovács ·
2012: Tina Dietze & Franziska Weber ·
2016: Danuta Kozák & Gabriella Szabó ·
2020: Lisa Carrington & Caitlin Regal ·
2020: Lisa Carrington & Alicia Hoskin